# Augusto Carinelli
César Augusto Carinelli, conocido popularmente como Augusto Carinelli (16 de noviembre de 1976; Corzuela, Provincia del Chaco), es un piloto argentino de automovilismo de velocidad. Sus inicios deportivos se dieron en los zonales de su provincia, compitiendo en las categorías Zonal Chaqueño (Provincial) y TC 4000 del NEA (Metropolitano, en la Ciudad de Resistencia). En el año 2009 alcanzó el subcampeonato del TC 4000 del NEA, compitiendo a bordo de un Chevrolet Corsa del equipo Quintana Competición, mientras que en los años 2010 y 2011, consiguió el bicampeonato en la Clase D del Zonal, renombrado como TC Chaqueño siempre a bordo de su misma unidad.
Debutó a nivel nacional en el año 2011 ingresando al TC Pista Mouras, primer escalón de ascenso de la categoría Turismo Carretera, donde compitió a bordo de un Chevrolet Chevy del equipo Fancio Competición. Su debut se dio el 27 de febrero de 2011. En 2012 alcanzó su primer gran éxito a nivel nacional al coronarse como campeón del TC Pista Mouras, adjudicándose la Copa Coronación "Río Uruguay Seguros", además de lograr el 14 de octubre de 2012 su primera victoria a nivel nacional en el Autódromo Roberto Mouras de La Plata, la cual le terminó de posibilitar el poder acceder al campeonato de esta categoría. Este campeonato, más el antecedente de su victoria, lo habilitan a participar desde el año 2013, dentro de la categoría TC Mouras.
Además de sus logros deportivos, Carinelli es reconocido en el ambiente por llevar inscripto en el parabrisas de su unidad la frase "Dios es Amor", con la cual da testimonio de su creencia en la religión Cristiana Evangélica. El uso de esta inscripción, la cual se ha convertido en un distintivo para las unidades que piloteara Carinelli, lo convirtieron en acreedor del apodo de El Volante de Dios.

## Biografía
Los inicios de Carinelli datan de mediados de la década de 2000, cuando comenzaba a competir en la Clase D del Zonal Chaqueño, su primer contacto fue con un Chevrolet Chevy, con el cual competiría durante toda su trayectoria a nivel provincial. En el año 2007 ingresó en la categoría TC 4000 del NEA, categoría provincial de jurisdicción metropolitana, corrida de manera permanente en el Autódromo Santiago Yaco Guarnieri de la Ciudad de Resistencia y en el año 2009 quedaría a las puertas de poder conseguir su primer campeonato a nivel Provincial, al adjudicarse el subcampeonato de la categoría TC 4000 del NEA, siempre a bordo de su Chevrolet Chevy. Tras este logro, Carinelli seguiría centrando sus esfuerzos en la Clase "D" del Zonal Chaqueño, la cual a partir del año 2010 pasaría a denominarse TC Chaqueño. En esta categoría, alcanzaría el bicampeonato en el bienio 2010-2011.

### Debut en el TC Pista Mouras
Tras su título de 2010, comenzó a aflorar la idea de ir más allá de lo Provincial, idea que terminaría encontrando respuestas en el año 2011 con su debut en la categoría nacional TC Pista Mouras, a la cual llegaría de la mano del equipo de Alberto Fancio, quien le confiaría nuevamente un Chevrolet Chevy para su debut, manteniendo fidelidad hacia la marca del "moño". En su primer año dentro de la categoría, terminó el torneo en la 17.ª posición con 51 puntos.
Tras su torneo de presentación en 2011, en el cual se había ausentado en una competencia para poder definir el bicampeonato de TC Chaqueño, Carinelli y Fancio volverían a apostar fuerte en pos de poder conseguir el campeonato para 2012. El debut no pudo ser más promisorio, llegando Carinelli a su primer podio a nivel nacional, finalizando en la segunda posición en la carrera del 19 de febrero de 2012, corrida en el Autódromo Roberto Mouras de La Plata. La siguiente cita sería el 11 de marzo de 2012, teniendo como resultado un 13.er puesto. En su tercera presentación, corrida el 1 de abril de 2012 alcanzaría la 5º posición en el Autódromo Ciudad de Nueve de Julio, mientras que en su cuarta presentación alcanzaría su primer poleposition dentro de la categoría, pero finalmente sería doblegado por Juan Manuel Guardia, sumando su segundo podio nacional. Tras estas fechas, sus resultados serían los siguientes: 14º en La Plata (llegando por primera vez a la cima del torneo), 15º en el Autódromo Hermanos Emiliozzi de Olavarría, 11º y 10º en La Plata, 12º nuevamente en Nueve de Julio y 22º nuevamente en La Plata. Tras estas competencias, Carinelli conseguiría finalmente acceder al Play Off del TCP Mouras, para la definición del ganador de la Copa Coronación "Río Uruguay Seguros". Tras estaclasificación, Carinelli se encaminaría hacia su primer lauro nacional de manera inobjetable, al hilvanar cuatro podios en las cuatro fechas que duró el Play Off, siendo el más importante de ellos el segundo, ya que el mismo le significó la victoria que necesitaba para poder quedar habilitado para acceder a la corona. Con el triunfo en el bolsillo, Carinelli se proclamaría Campeón Argentino del TC Pista Mouras en la última fecha, consiguiendo 6 podios en el año y obteniendo de esta forma, el pase al TC Mouras.

## Trayectoria deportiva

### Trayectoria zonal
| Año  | Categoría                  | Marca           |
| ---- | -------------------------- | --------------- |
| 2007 | Clase "D" Zonal Chaqueño   | Chevrolet Chevy |
| 2007 | TC 4000 del NEA            | Chevrolet Chevy |
| 2008 | Clase "D" Zonal Chaqueño   | Chevrolet Chevy |
| 2008 | TC 4000 del NEA            | Chevrolet Chevy |
| 2009 | Clase "D" Zonal Chaqueño   | Chevrolet Chevy |
| 2009 | Subcampeón TC 4000 del NEA | Chevrolet Chevy |
| 2010 | Campeón TC Chaqueño        | Chevrolet Chevy |
| 2010 | TC 4000 del NEA            | Chevrolet Chevy |
| 2011 | Campeón TC Chaqueño        | Chevrolet Chevy |

### Trayectoria nacional
| Temporada | Categoría                                 | Equipo              | Coche             | Carreras    | Victorias   | Podios      | Poles       | VR          | Puntos      | Pos.        |
| --------- | ----------------------------------------- | ------------------- | ----------------- | ----------- | ----------- | ----------- | ----------- | ----------- | ----------- | ----------- |
| 2011      | TC Pista Mouras                           | Fancio Competición  | Chevrolet Chevy   | 13          | 0           | 0           | 0           | 0           | 51.00       | 17.º        |
| 2012      | TC Pista Mouras                           | Fancio Competición  | Chevrolet Chevy   | 14          | 1           | 6           | 2           | 1           | 244.00      | 1.º         |
| 2013      | TC Mouras                                 | Fancio Competición  | Chevrolet Chevy   | 14          | 0           | 0           | 0           | 0           | 406.00      | 12.º        |
| 2014      | TC Mouras                                 | Fancio Competición  | Chevrolet Chevy   | 13          | 0           | 1           | 0           | 0           | 454.25      | 6.º         |
| 2014      | TC Mouras                                 | Coiro Dole Racing   | Chevrolet Chevy   | 1           | 0           | 0           | 0           | 0           | 454.25      | 6.º         |
| 2015      | TC Mouras                                 | Coiro Dole Racing   | Chevrolet Chevy   | 14          | 1           | 1           | 0           | 0           | 414.00      | 10.º        |
| 2016      | TC Pista                                  | Coiro Dole Racing   | Chevrolet Chevy   | 16          | 0           | 0           | 0           | 0           | 234.75      | 24.º        |
| 2017      | TC Pista                                  | Donto Racing        | Chevrolet Chevy   | 15          | 0           | 1           | 0           | 0           | 367.00      | 12.º        |
| 2017      | Buenos Aires 1000 de TC                   | Las Toscas Racing   | Chevrolet Chevy   | 1           | 0           | 0           | 0           | 0           | 0.00        | Inv.        |
| 2017      | Torneo de pilotos invitados del TC Mouras | DON Habano Racing   | Torino Cherokee   | 2           | 0           | 0           | 0           | 0           | 20.50       | 21.º        |
| 2018      | TC Pista                                  | Donto Racing        | Chevrolet Chevy   | 15          | 0           | 0           | 0           | 0           | 260.00      | 23.º        |
| 2018      | Buenos Aires 1000 de TC                   | Las Toscas Racing   | Chevrolet Chevy   | 1           | 0           | 0           | 0           | 0           | 0.00        | Inv.        |
| 2018      | Torneo de pilotos invitados del TC Mouras | DRS Team            | Torino Cherokee   | 1           | 0           | 0           | 0           | 0           | 3.50        | 58.º        |
| 2018      | TC Pick Up                                | Dose Competición    | Volkswagen Amarok | 5           | 0           | 0           | 0           | 0           | 0.00        | 12.º        |
| 2019      | TC Pista                                  | Las Toscas Racing   | Chevrolet Chevy   | 15          | 0           | 0           | 0           | 0           | 347.75      | 15.º        |
| 2019      | TC Pick Up                                | Las Toscas Racing   | Toyota Hilux      | 8           | 0           | 0           | 0           | 0           | 28.00       | 16.º        |
| 2020      | TC Pista                                  | Las Toscas Racing   | Chevrolet Chevy   | 11          | 0           | 1           | 0           | 0           | 278.75      | 12.º        |
| 2020      | TC Pick Up                                | JP Carrera          | Toyota Hilux      | 6           | 0           | 0           | 0           | 0           | 139.00      | 16.º        |
| 2021      | TC Pista                                  | Las Toscas Racing   | Chevrolet Chevy   | 14          | 0           | 0           | 0           | 0           | 319.00      | 15.º        |
| 2021      | TC Pick Up                                | Toyota Gazoo Racing | Toyota Hilux      | 11          | 0           | 0           | 0           | 0           | 177.50      | 18.º        |
| 2022      | Turismo Carretera                         | Fancio Competición  | Chevrolet Chevy   | 4           | 0           | 0           | 0           | 0           | 89.25       | 41.º        |
| 2022      | Turismo Carretera                         | Fancio Competición  | Dodge Cherokee    | 11          | 0           | 0           | 0           | 0           | 89.25       | 41.º        |
| 2023      | Turismo Carretera                         | Fancio Competición  | Dodge Cherokee    | Por definir | Por definir | Por definir | Por definir | Por definir | Por definir | Por definir |
| Fuente:   | [ 18 ]                                    | [ 18 ]              | [ 18 ]            | [ 18 ]      | [ 18 ]      | [ 18 ]      | [ 18 ]      | [ 18 ]      | [ 18 ]      | [ 18 ]      |

### Resultados completos TC Pista Mouras
| Temporadas         | Temporadas      | Fechas | Fechas | Fechas | Fechas | Fechas | Fechas | Fechas | Fechas | Fechas | Fechas | Fechas | Fechas | Fechas | Fechas | Posiciones finales |
| Equipos            | Automóvil       | Fechas | Fechas | Fechas | Fechas | Fechas | Fechas | Fechas | Fechas | Fechas | Fechas | Fechas | Fechas | Fechas | Fechas | Posiciones finales |
| ------------------ | --------------- | ------ | ------ | ------ | ------ | ------ | ------ | ------ | ------ | ------ | ------ | ------ | ------ | ------ | ------ | ------------------ |
| 2011               | 2011            | 01     | 02     | 03     | 04     | 05     | 06     | 07     | 08     | 09     | 10     | 11     | 12     | 13     | 14     | 17º (51.00 puntos) |
| Fancio Competición | Chevrolet Chevy | 19     | 29     | 12     | 13     | 11     | 23     | 14     | 21     | 10     | 27     | 22     | 19     | NP     | 7º     | 17º (51.00 puntos) |
| 2012               | 2012            | 01     | 02     | 03     | 04     | 05     | 06     | 07     | 08     | 09     | 10     | 11     | 12     | 13     | 14     | 1º (244.00 puntos) |
| Fancio Competición | Chevrolet Chevy | 2º     | 13     | 5º     | 2º     | 14     | 15     | 10     | 11     | 12     | 22     | 2º     | 1º     | 2º     | 3º     | 1º (244.00 puntos) |

### Resultados completos TC Mouras
| Temporadas         | Temporadas      | Fechas | Fechas | Fechas | Fechas | Fechas | Fechas | Fechas | Fechas | Fechas | Fechas | Fechas | Fechas | Fechas | Fechas | Posiciones finales  |
| Equipos            | Automóvil       | Fechas | Fechas | Fechas | Fechas | Fechas | Fechas | Fechas | Fechas | Fechas | Fechas | Fechas | Fechas | Fechas | Fechas | Posiciones finales  |
| ------------------ | --------------- | ------ | ------ | ------ | ------ | ------ | ------ | ------ | ------ | ------ | ------ | ------ | ------ | ------ | ------ | ------------------- |
| 2013               | 2013            | 01     | 02     | 03     | 04     | 05     | 06     | 07     | 08     | 09     | 10     | 11     | 12     | 13     | 14     | 12º (406.00 puntos) |
| Fancio Competición | Chevrolet Chevy | 4º     | 13     | 23     | SV     | 18     | SV     | 13     | 10     | 6º     | 7º     | 5º     | SV     | 6º     | 7º     | 12º (406.00 puntos) |
| 2014               | 2014            | 01     | 02     | 03     | 04     | 05     | 06     | 07     | 08     | 09     | 10     | 11     | 12     | 13     | 14     | 6º (454.25 puntos)  |
| Fancio Competición | Chevrolet Chevy | 13     | 4º     | 12     | 5º     | 15     | 9º     | 3º     | SV     | 10     |        | 7º     | 15     | 7º     | 6º     | 6º (454.25 puntos)  |
| Coiro Dole Racing  | Chevrolet Chevy |        |        |        |        |        |        |        |        |        | 14     |        |        |        |        | 6º (454.25 puntos)  |
| 2015               | 2015            | 01     | 02     | 03     | 04     | 05     | 06     | 07     | 08     | 09     | 10     | 11     | 12     | 13     | 14     | 10º (414.00 puntos) |
| Coiro Dole Racing  | Chevrolet Chevy | 1º     | 11     | 14     | 8º     | 11     | 6º     | 12     | 21     | 18     | 10     | 16     | 15     | 9º     | 7º     | 10º (414.00 puntos) |

## Palmarés
| Título     | Categoría       | Automóvil       | Año  |
| ---------- | --------------- | --------------- | ---- |
| Subcampeón | TC 4000 del NEA | Chevrolet Chevy | 2009 |
| Campeón    | TC Chaqueño     | Chevrolet Chevy | 2010 |
| Campeón    | TC Chaqueño     | Chevrolet Chevy | 2011 |
| Campeón    | TC Pista Mouras | Chevrolet Chevy | 2012 |

### Reconocimientos
| Año  | Reconocimiento   | Categoría            |
| ---- | ---------------- | -------------------- |
| 2012 | Charata de Plata | Automovilismo        |
| 2012 | Charata de Oro   | Deportista destacado |

- [19]